# Hyundai Aura
La Hyundai Aura è una autovettura prodotta dalla
casa automobilistica sud coreana Hyundai Motor Company dal 2020.
Basata sulla Hyundai i10 di terza generazione, è stata progettata principalmente per il mercato indiano, sostituendo la Hyundai Xcent. Presentata il 21 gennaio 2020 in India, è disponibile con tre motorizzazioni: una turbodiesel da 1,2 litri che produce 75 CV, una a benzina in versione aspirata da 1,2 litri e un'altra unità benzina turbo da 1,0 litri da 100 CV.